# トゥーズラ島

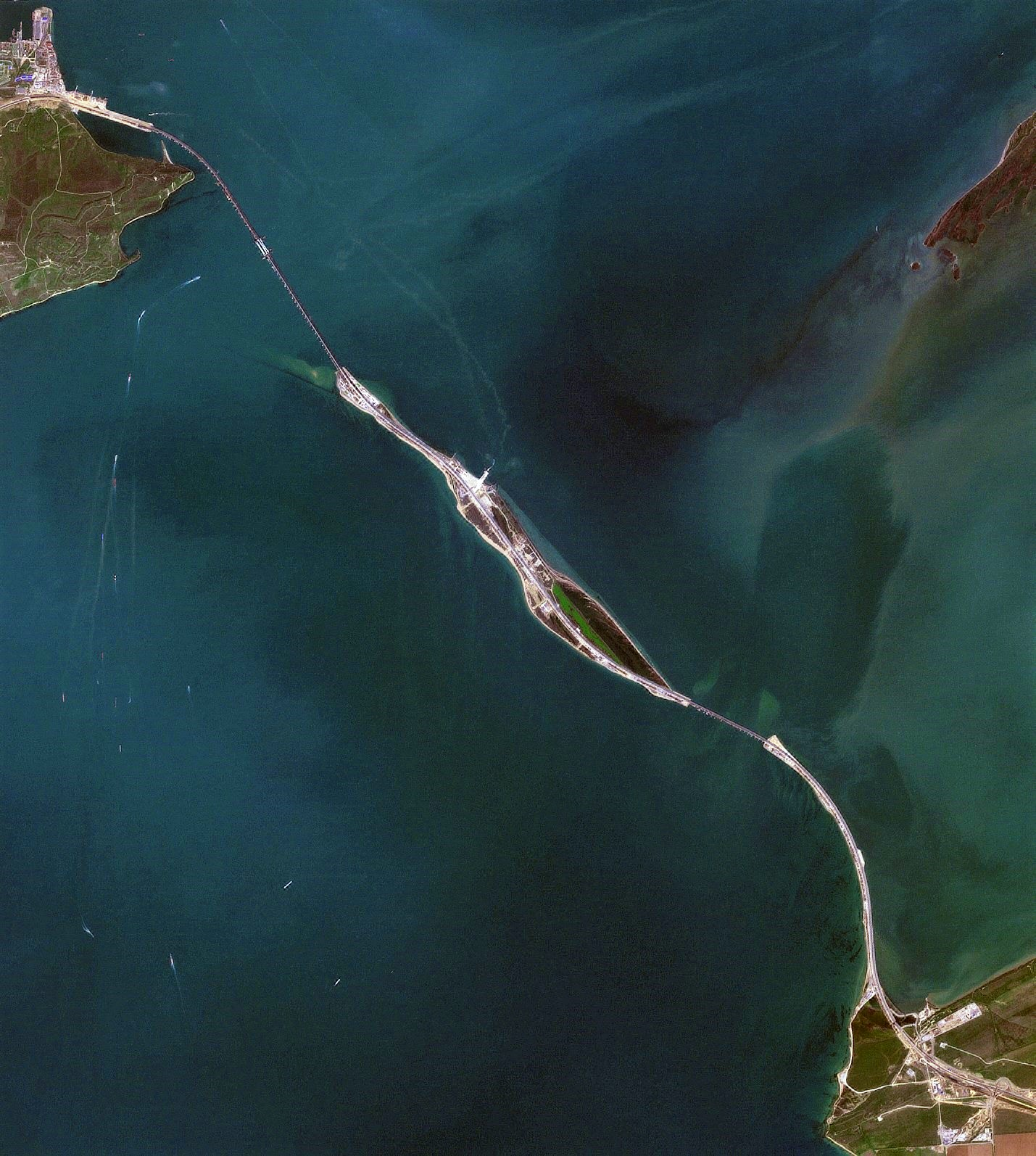
ケルチ海峡の衛星写真。中央の細長い島がトゥーズラ島。クリミア大橋により海峡の両岸と結ばれている。

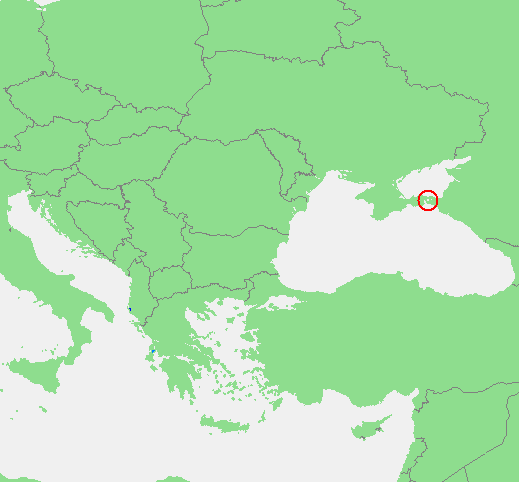
トゥーズラ島の位置

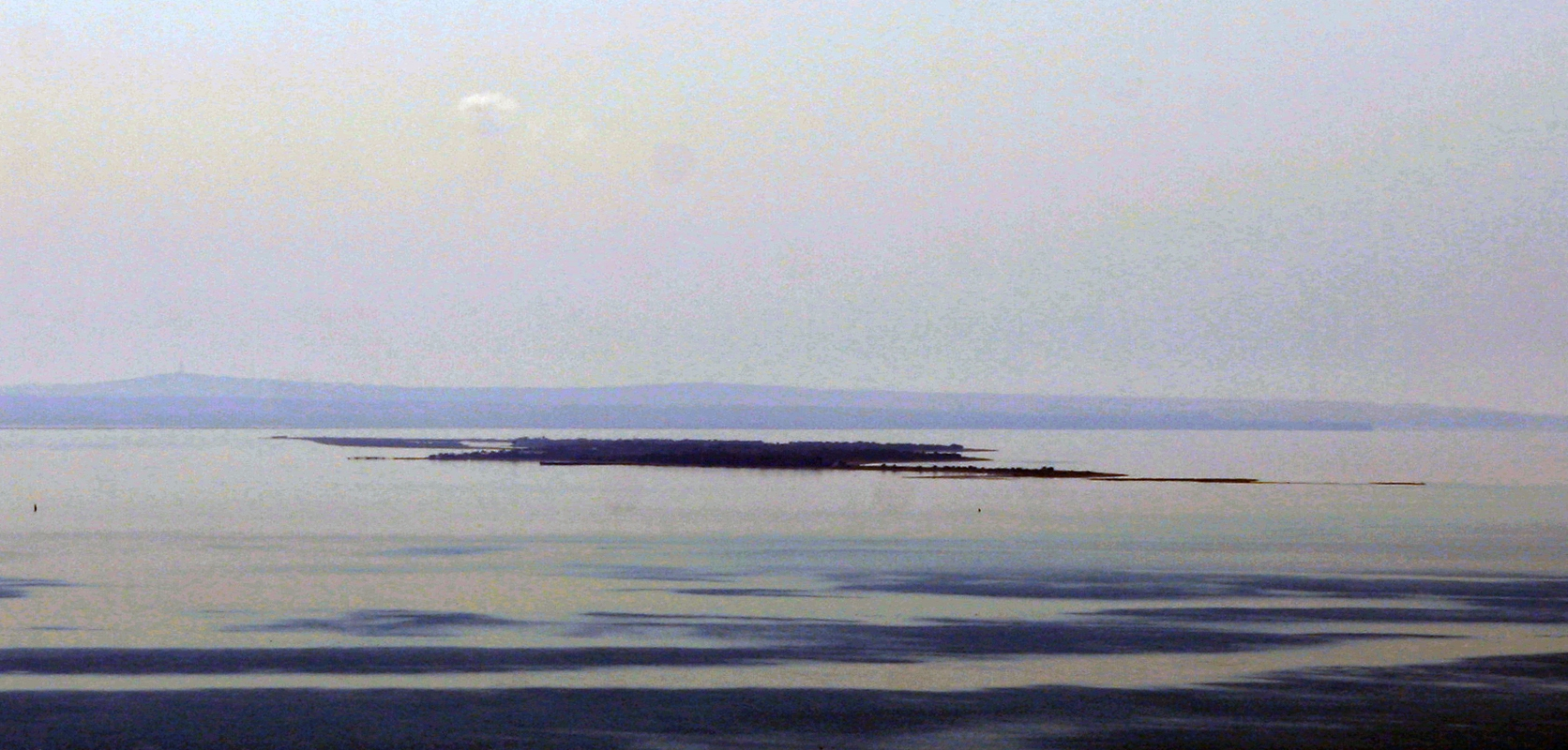
ウクライナから見たトゥーズラ島

トゥーズラ島（トゥーズラとう、ウクライナ語:Тузлаトゥーズラ；ロシア語:Тузлаトゥーズラ；クリミア・タタール語:Тузла）は、ケルチ海峡にある島である。

## 概要
クリミア半島にあるウクライナの都市、ケルチの管轄下に置かれている。島は、しばしば侵蝕される岬や砂浜からなっている。面積は3 km2で、長さは6.5 km、幅は500 m近くしかない。
トゥーズラ島は、1925年の時化によって侵蝕され、ロシア・ソビエト連邦社会主義共和国のクラスノダール地方のタマンスキイ半島から続くような狭い岬状の形になってしまった。
1941年1月7日、ロシア・ソビエト連邦社会主義共和国最高議会の決定でクリミア州へ編入された。その後、1954年2月19日には、クリミア州はウクライナ・ソビエト社会主義共和国へ編入された。1991年、ウクライナが主権宣言をして独立すると、クリミア州のトゥーズラ島は独立したウクライナの領土となった。
ソビエト連邦の崩壊後、独立したロシア連邦とウクライナとの間にはいくつもの領土問題が生じたが、この島も係争の地となっていた。特に、2003年から起こったトゥーズラの紛争は大きな問題となったが、2005年7月にロシアがトゥーズラ島とその海域がウクライナに属することを承認し、解決した。2012年7月12日には両国首脳会談にて島の領有権がウクライナ側にあることが再確認された。
2014年クリミア危機の結果ロシアによる一方的なクリミア半島編入が宣言され、それに伴い2014年3月21日にロシアのセルゲイ・ラブロフ外相はもはやケルチ海峡の領土問題はウクライナとの交渉の対象ではないと述べ言外にトゥーズラ島のロシア帰属を宣言した。2015年10月1日、ケルチとタマンを結ぶクリミア大橋の中継地点としてロシア本土と接続された。2015年現在も島はロシアの実効支配下にある。